# Adolf Görtz
Adolf Görtz (* 31. Mai 1920 in Köln; † unbekannt) war ein deutscher, in der DDR wirkender Schriftsteller von Kinder- und Jugendliteratur.

## Leben
Adolf Görtz wurde 1920 als Sohn eines Fabrikarbeiters in Köln geboren. Die Familie lebte dort im kommunistisch geprägten Arbeiterviertel Severin, wo Görtz bis zur 8. Klasse die Volksschule besuchte. Im Anschluss absolvierte er 1934 das obligatorische Landjahr.
Weil der Vater 1929 Invalide geworden war, dadurch seine Arbeit in der chemischen Fabrik verloren hatte, aber jemand für den Unterhalt sorgen musste, konnte Görtz keine ordentliche Berufsausbildung erhalten, sondern musste gleich als ungelernter Arbeiter ins Erwerbsleben eintreten. So arbeitete er von 1935 bis 1939 als Hilfsschlosser in einer Kunst- und Bauschlosserei. Zeitweise war er, der zuvor zwei Jahre der Hitlerjugend angehört hatte, Mitglied der Kölner Edelweißpiraten. 1939 wurde er zur Arbeit in einem Rüstungsbetrieb dienstverpflichtet. Dort war er zunächst Elektroschweißer, dann Dispatcher.
Im Februar 1942 wurde er nachgemustert und befand sich im selben Jahr für fünf Wochen zur militärischen Ausbildung in Frankreich (Infanterie-Ersatzbataillon). Anschließend wurde er in Russland an der Donfront eingesetzt und wurde noch im September, bedingt durch einen sogenannten „Heimatschuss“ in den Oberschenkel, nach Deutschland verbracht. Nach einem Lazarettaufenthalt in Zwickau ging es für ihn bis zum Kriegsende 1945 wieder zurück ins Kampfgeschehen. Er kam in sowjetische Kriegsgefangenschaft, an deren Schluss 1947 ein neunmonatiger Aufenthalt in einer Antifa-Schule in Krasnogorsk stand. In dieser Zeit entstanden seine ersten Kurzgeschichten.
Als er im November 1947 in die Freiheit entlassen wurde, ließ er sich in der sowjetischen Besatzungszone (SBZ) nieder und wurde Mitglied der Freien Deutschen Jugend (FDJ). In Weimar trat er zunächst eine Stelle als Pressereferent im Landesvorstand der FDJ an und verantwortete die Inhalte der thüringischen FDJ-Landeszeitung. Hier schrieb und veröffentlichte er weitere Kurzgeschichten. 1949 wurde er Kulturredakteur der Jungen Welt. Eine weitreichendere Aufgabe erwartete ihn 1951, als ihm der Verlag Junge Welt den Posten des stellvertretenden Chefredakteurs der 1949 erstmals unter dem Namen Der Junge Pionier erschienenen Zeitung für ältere Kinder übertrug.
1952 erschien das überaus erfolgreiche Buchdebüt von Adolf Görtz: Ruth ist nicht allein. 1953 entschied er sich für eine freischaffende Schriftstellertätigkeit und veröffentlichte in Jahresabständen die Nachfolger Mein Bruder Hans und seine Freunde, Die goldenen Schneeschuhe und Seine Freundin Ruth. 1958 nahm er ein Studium am Leipziger Institut für Literatur „Johannes R. Becher“ auf. Die 1961 angefertigte Diplomarbeit lautete: Die Rolle der Kinder- und Jugendliteratur in der ästhetischen Erziehung. Nach einem Zusatzstudium an der Fachschule für Journalistik des Verbandes der Journalisten der DDR nahm er eine Arbeit am Zentralhaus für Kulturarbeit der DDR in Leipzig auf. Das SED-Parteileitungsmitglied Adolf Görtz wurde ungefähr zu diesem Zeitpunkt in den Schriftstellerverband der DDR aufgenommen.
Für Jugendliche erschien 1981 noch das autobiografische Züge aufweisende Jakob und die sieben Taler, bevor 1987 mit Stichwort: Front. Tagebuch eines jungen Deutschen 1938–1942 ein ausgeprägt  autobiografischer Roman für Erwachsene sein schriftstellerisches Gesamtwerk abschloss.

## Werk
In Ruth ist nicht allein geht es um ein junges Mädchen, das nach anfänglichem Desinteresse zu verstehen lernt, dass es notwendig ist, gesellschaftliche Zusammenhänge zu kennen, die man durch Beschäftigung mit dem Marxismus-Leninismus erlangt. In Mein Bruder Hans und seine Freunde werden in Einzelepisoden FDJ-Aktivitäten zur Zeit der noch offenen Grenze (1947–1951) geschildert. Wenn Amerikaner oder Westdeutsche vorkommen, werden diese als hinterhältig, kriegshetzend, heuchlerisch und brutal dargestellt. Im 6. Autorenwettbewerb des Amtes für Literatur und Verlagswesen zur Schaffung einer neuen Kinder- und Jugendliteratur wurde das Buch 1953 mit einem 3. Preis prämiert. Ebenfalls 1953 erhielt er einen 1. Preis im Literaturwettbewerb anlässlich der Vorbereitung der IV. Weltfestspiele für seine Kurzgeschichte Herr Griebel muß einpacken.
Görtz’ Intention war es, mit seinen Geschichten einen Beitrag zur „politisch-moralischen Erziehung“ im Sinne der auf dem XIX. Parteitag der Kommunistischen Partei der Sowjetunion (1952) gestellten Forderungen zu leisten.
Die goldenen Schneeschuhe handelt von zwei 13-jährigen scharfen Konkurrenten in der Jugend-Skimeisterschaft, von denen sich einer unfair verhält. Aber in gemeinsamer Notlage finden sie zusammen. 1957 wurde das Buch unter der Regie von Ralf Kirsten als Skimeister von morgen verfilmt. Seine Freundin Ruth bildet die Fortsetzung des ersten Ruth-Buches. Darin wird eine von außen angefeindete und durch Missverständnisse bedrohte Liebe bis zum Happy End beschrieben. Autobiografisch ist Jakob und die sieben Taler. Geschildert wird eine proletarische Kindheit in Köln – die Lebensverhältnisse, der Klassenkampf und die Wirtschaftskrise. Schon hier (wie später in Stichwort: Front) benutzt Görtz den Namen „Jakob Frey“ als Alter Ego, um von sich zu erzählen.
Adolf Görtz sprach sich gegen die sogenannte „Schriftstellerromantik“, gegen das nichts und niemandem verpflichtete „Drauflosschreiben“ nach Gefühl und Laune, aus. Er vertrat die Auffassung, dass ein Schriftsteller realistisch für die werktätigen Menschen schreiben müsse. Bezüglich seiner Arbeiten im Kinder- und Jugendbereich erklärte er: „Ich nehme meine Bücher zum Anlaß, um in den Schulen politisch zu wirken.“ Der Leiter des Kinderbuchverlages, Fred Rodrian, befand: „Historisch betrachtet, fängt die sozialistische deutsche Kinderliteratur mit Willi Meinck, Benno Pludra und Adolf Görtz an.“
Alle vorgenannten Bücher von Adolf Görtz weisen mindestens eines dieser Verbreitungsmerkmale auf: mehrfache Auflage (die Schneeschuhe erreichten z. B. 12 Auflagen), Neuausgabe (Taschenbuch-Ausgabe, Buchclub-Ausgabe, Aufnahme in Buchreihe wie z. B. Ruth ist nicht allein in die Kompass-Bücherei) und Übersetzungen in mehrere osteuropäische Sprachen (meist Schullektüre).
Mit Stichwort: Front richtete er sich 1987 an eine ältere  Zielgruppe oder – wie auch gesagt wurde – an seine „groß gewordenen“ früheren Leser. Das „Tagebuch eines jungen Deutschen“ ist ein Zeitdokument aus der Feder eines einfachen Infanteriesoldaten. Die individuelle Erlebnisperspektive ist nicht durch Reflexionen verfälscht, nur durch offizielle Wehrmachtberichte und Propagandareden angereichert. Faksimilierte Tagebuchseiten verstärken den Eindruck von Authentizität, bekräftigen oder kontrastieren das Beschriebene. Es wird deutlich, wie Begeisterung und Zweifel, wie Identifikation und Abwehrhaltung bei dem jungen Menschen im Widerstreit stehen und wie völlige Hingabe ebenso wie Entrinnen oder Gegenwehr unmöglich sind. Vom Mitteldeutschen Verlag wurden die Aufzeichnungen vor dem Hauptteil des Buches, dem siebenmonatigen Kampfeinsatz, gekürzt.

## Auszeichnungen
- zweimaliger „Aktivist der sozialistischen Arbeit“
- „Medaille 30. Jahrestag der Gründung der DDR“
- Ernst-Thälmann-Medaille
- Alex-Wedding-Medaille
- 1984: Erich-Weinert-Medaille der FDJ

## Bücher
- Ruth ist nicht allein. Illustrationen: Gerda Altendorf. Verlag Neues Leben, Berlin 1952.
- Mein Bruder Hans und seine Freunde. Zeichnungen von Ernst Jazdzewski. Der Kinderbuchverlag, Berlin 1953.
- Die goldenen Schneeschuhe. Zeichnungen von Hans Baltzer. Der Kinderbuchverlag, Berlin 1954.
- Seine Freundin Ruth. Illustrationen: Karl Fischer. Verlag Neues Leben, Berlin 1956.
- Bernd und Christel und wir alle. 1961
- Jakob und die sieben Taler. Kinderbuchverlag, Berlin 1981.
- Stichwort: Front. Tagebuch eines jungen Deutschen 1938–1942. Mitteldeutscher Verlag, Halle (Saale)/Leipzig 1987, ISBN 3-354-00277-8.

## Redaktionelle Betreuung
- Erfahrungen und Schlußfolgerungen bei der kulturell-künstlerischen Gestaltung der Freizeit und bei der Hilfe zur Erreichung höherer Produktionsziele in der Landwirtschaft durch die Klubs und Kulturhäuser. Einschätzungen und Auszüge aus Referaten (= Mitteilungen des Zentralhauses für Kulturarbeit der DDR; 1967, Nr. 2, Beilage). Zentralhaus für Kulturarbeit, Leipzig 1967.